# Bahía San Julián
La bahía San Julián está ubicada en la provincia de Santa Cruz, Argentina. Es una APCM (área protegida costero marina) y forma parte del SIAPCM (Sistema Interjurisdiccional de Áreas Protegidas Costero Marinas).

## Descripción
Tiene un ecosistema complejo con un sector interno de marismas que abarca aproximadamente un 50% de la superficie de la bahía, y un sector externo con islas en las que se hallan colonias de lobos y elefantes marinos, pingüinos y otras colonias de aves marinas y abundantes poblaciones de mejillones. El sector interno está delimitado por la línea imaginaria que une al cabo Curioso con punta Desengaño y el externo está ubicado entre punta Peña y punta Guijarro. La península San Julián que delimita la bahía fue declarada Reserva Provincial en 1986 para proteger las colonias de aves marinas, lobos marinos del sur y toninas overas que habitan en la zona.

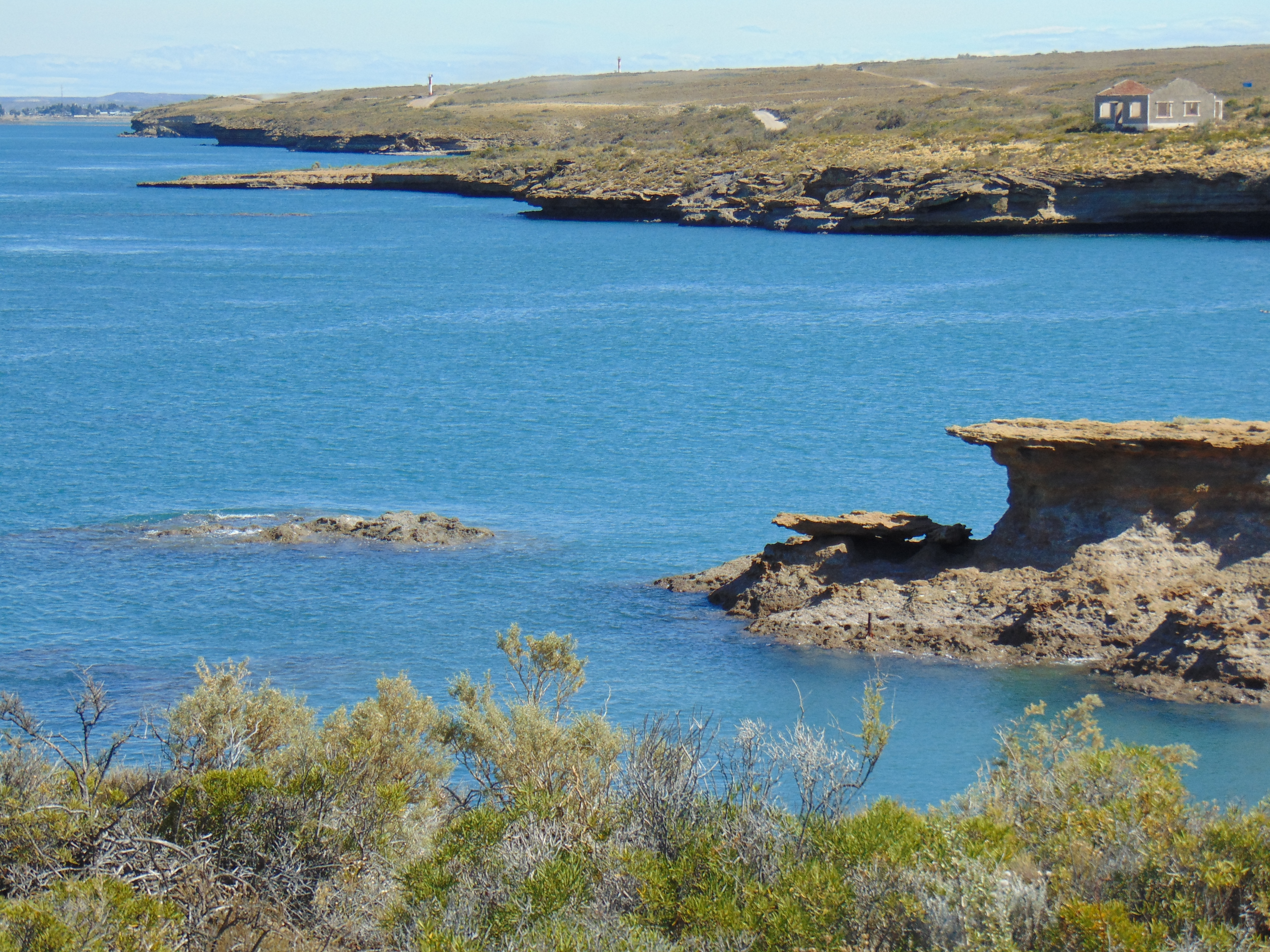
Vista parcial de la Bahía de San Julián desde Playa El Frigorífico

La bahía se caracteriza por la presencia de una acusada erosión marina debido a un fenómeno de disgregación provocado por el trabajo mecánico del agua, el cual obedece a dos causas principales: el viento, que provoca el oleaje, y el factor astronómico de las mareas. El proceso se inicia durante las pleamares, pues en este lugar la amplitud de marea es de siete metros. Las olas van destruyendo la base de los acantilados y las barrancas de manera diferencial, según sea la resistencia de los sedimentos sobre los que actúa. Este es el origen de las cuevas que aparecen en San Julián, algunas de las cuales están ya fuera del alcance del mar, a causa del levantamiento gradual de la costa.
El fondo de estas costas presenta depósitos de fango de coloración oscura, con predominio del color verde y el gris verdoso, mezclado con arenas finas, cenizas volcánicas y arcillas.

## Historia
En Puerto San Julián (nombre original de la bahía, que después fue traspolado a la ciudad que se formó en su margen norte) desembarcó la expedición de Fernando de Magallanes durante el invierno de 1520. En la zona de la bahía se sucedieron acontecimientos relevantes en esta expedición que fue la primera en circunnavegar el planeta; como la sublevación de dos de los capitanes y su ejecución o el rezo de la primera misa en lo que luego sería la Argentina, por lo que en 1943 fue declarado lugar histórico nacional.
En esta bahía se dio el primer encuentro entre el pueblo indígena de la Patagonia, denominado Tehuelche, y los españoles que formaban de la expedición de lo que llegaría a ser el imperio colonial español. Según los relatos del cartógrafo y cronista de la expedición Antonio Pigafetta en Relación del primer viaje alrededor del mundo y del secretario de Carlos I Maximiliano Transilvano, tras varios días de contacto e intercambios de mercancías, Magallanes dio la orden raptar a dos lugareños y a varias mujeres para llevarlos como obsequio para el rey Carlos I. Finalmente uno de ellos consiguió escapar y el otro murió preso al negarse a comer; así como también murió un marinero español al ser envenenado por una flecha.